# San Fernando (Argentyna)
San Fernando – miasto w Argentynie, położone w północnej części prowincji Buenos Aires.

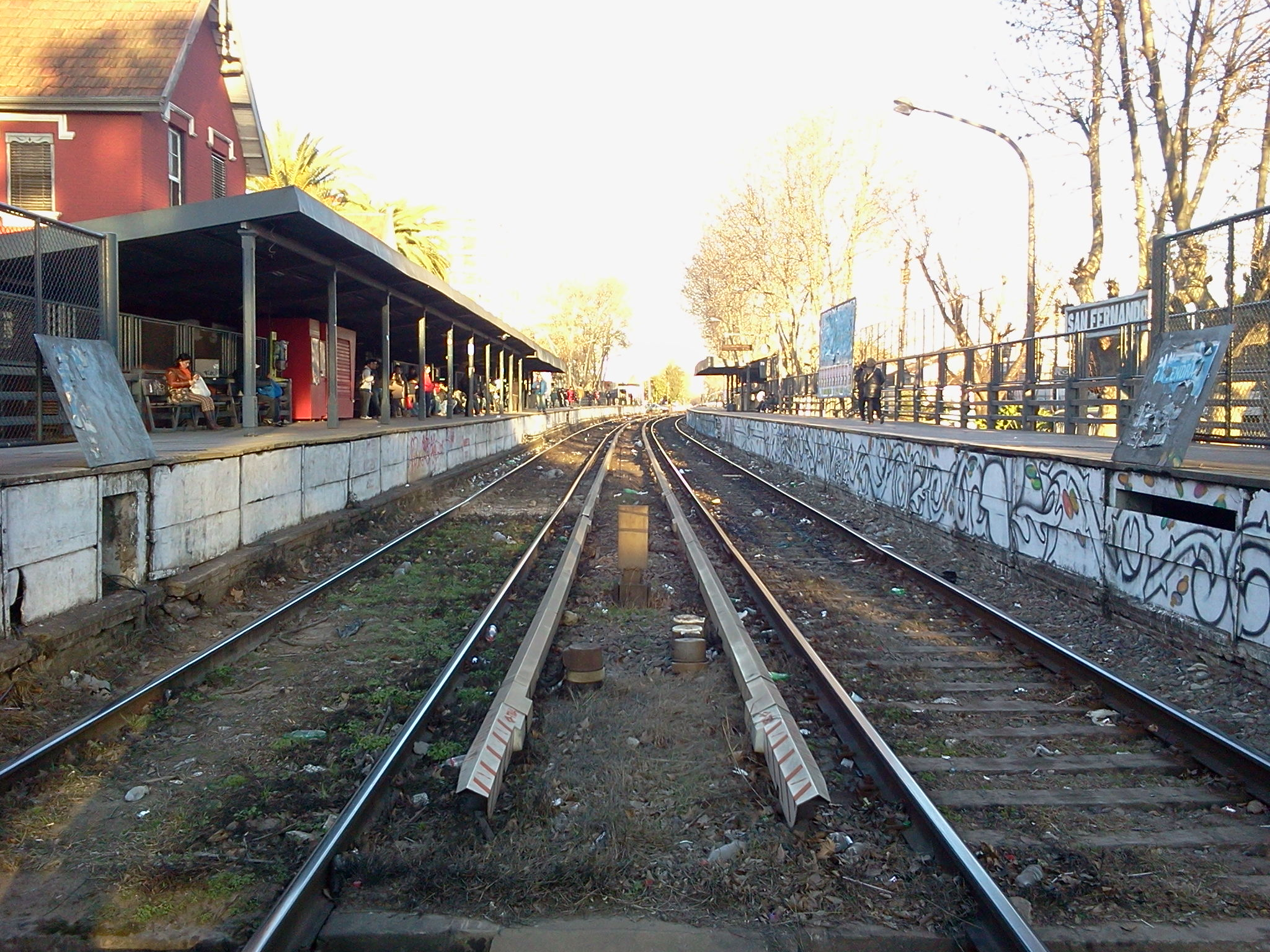
Stacja kolejowa San Fernando

## Opis
Miejscowość została założona w 1806 roku. W odległości 26 km od miasta, znajduje się aglomeracja i stolica kraju Buenos Aires. W mieście znajduje się węzeł drogowy-RP195 i RP202 i linia kolejowa.

## Gospodarka
W mieście rozwinął się przemysł mleczarski, rybny oraz papierniczy.

## Demografia
.